# Deborah Reinisch
Deborah Reinisch (...) è una produttrice cinematografica e regista statunitense.

## Filmografia

### Sceneggiatrice
- Arizona Junior (Film TV) (1987)
- American Playhouse (Serie TV) (1989-1990)
- Curtain Call (2012)

### Produttrice
- The Wilder Summer (Film TV) (1983)
- American Playhouse (Serie TV) (1989-1990)
- In famiglia e con gli amici (Serie TV) (1991)
- Divisi dalla legge (Serie TV) (1991)
- Sisters (Serie TV) (1991)
- Going to Extremes (Serie TV) (1992)
- Il sospettato (Film TV) (1993)
- Persone scomparse (Serie TV) (1993)
- Progetto Eden (Serie TV) (1994)
- Marshal (Serie TV) (1995)
- VR.5 (Serie TV) (1995)
- Insieme verso il domani (Serie TV) (1996)
- Chance of a Lifetime (Film TV) (1998)
- Ultime dal cielo (Serie TV) (2000)